# برستون هولدر
برستون هولدر (بالإنجليزية: Preston Holder)‏ هو عالم آثار ومصور أمريكي، ولد في 10 سبتمبر 1907 في واباش في الولايات المتحدة، وتوفي في 3 يونيو 1980 في لنكن في الولايات المتحدة بسبب سرطان.